# 刀勞鬼
刀勞鬼，是中国传说中的妖怪，记载在干宝的《搜神记》卷十二中。游荡在江西临川山间，常跟随狂风暴雨出现，发出的声音很长，能射伤人，被射到会肿胀，不到一天内会死。而死的人如果不火化也会变刀勞鬼。
原文：“临川间诸山有妖物，来常因大风雨，有声如啸，能射人，其所着者，有顷，便肿，大毒。有雌雄：雄急，而雌缓；急者不过半日间，缓者经宿。其旁人常有以救之，救之少迟，则死。俗名曰“刀劳鬼”。 ”